# Racionalismo moral
Racionalismo moral, también llamado racionalismo ético, es una visión en meta-ética (epistemología de ética) según la cual los principios morales son cognoscibles   a priori , solo por la razón. Algunas figuras prominentes en la historia de la filosofía que han defendido el racionalismo moral son Platón e Immanuel Kant. Quizás la figura más prominente en la historia de la filosofía que ha rechazado el racionalismo moral es David Hume. Los filósofos recientes que han defendido el racionalismo moral incluyen a  Richard Hare, Christine Korsgaard, Alan Gewirth y  Michael Smith.
El racionalismo moral es similar a la versión racionalista del intuicionismo ético; sin embargo, son puntos de vista distintos. El racionalismo moral es neutral en cuanto a si las creencias morales básicas se conocen por inferencia o no. Un racionalista moral que cree que algunas creencias morales están justificadas de manera no inferencial es un  intuicionista ético racionalista. Entonces, el intuicionismo ético racionalista implica racionalismo moral, pero lo contrario no es válido.

## Emociones y razón
Hay dos formas principales de racionalismo moral, asociadas con dos formas principales de razonamiento. Si el razonamiento moral se basa en la razón teórica, y por lo tanto es análogo al descubrimiento empírico o científico sobre el mundo, un ser puramente sin emociones podría llegar a las verdades de razón. Un ser así no estaría necesariamente motivado para actuar moralmente. Los seres que están motivados para actuar moralmente también pueden llegar a verdades morales, pero no necesitan depender de sus emociones para hacerlo.
Muchos racionalistas morales creen que el razonamiento moral se basa en la razón práctica, que involucra elecciones sobre qué hacer o qué intentar hacer, incluyendo cómo lograr las metas de uno y qué metas debería tener en primer lugar. Desde este punto de vista, el razonamiento moral siempre implica estados emocionales y, por tanto, es intrínsecamente motivador. Immanuel Kant expresó este punto de vista cuando dijo que las acciones inmorales no implican una contradicción en la creencia, sino una contradicción en la voluntad, es decir, en el compromiso de uno con un principio que pretende motivar las acciones. La elaboración de Christine Korsgaard del razonamiento kantiano intenta mostrar que si la ética se basa realmente en el razonamiento práctico, esto demuestra que puede ser objetiva y universal, sin tener que apelar a supuestos metafísicos cuestionables.

## Críticas
Teóricos del sentido moral (o sentimentalistas), como David Hume, son los oponentes clave del racionalismo moral. En el Libro 3 de  Tratado de la naturaleza humana  y en Investigación sobre los principios de la moral, Hume argumenta (entre otras cosas) que la razón y las emociones (o las "pasiones", como él las llama a menudo) son facultades bastante distintas y que los cimientos de la moralidad están en el sentimiento, no en la razón. Hume considera un hecho sobre la psicología y la moral humanas que los juicios morales tienen un carácter esencialmente emocional, sentimental, no racional o cognitivo. Según Hume, "...la moralidad está determinada por el sentimiento. Define la virtud como cualquier acción o cualidad mental que dé al espectador el agradable sentimiento de aprobación; y viceversa" (EPM, Apéndice 1, ¶10).

## Otras lecturas
- Gewirth, Alan (1980). Reason and Morality.
- Hare, Richard (1982). Moral Thinking.
- Hume, David (1739–1740). A Treatise of Human Nature, various printings.
- Hume, David (1751). An Enquiry Concerning the Principles of Morals, various printings.
- Kant, Immanuel (1785). Groundwork of the Metaphysics of Morals, various printings.
- Korsgaard, Christine (1996). The Sources of Normativity.
- Rosati, Connie S. (2006). "Moral Motivation," The Stanford Encyclopedia of Philosophy, Edward N. Zalta (ed.).
- Singer, G.M. (2008). The Ideal of a Rational Morality.
- Smith, Michael (1994). The Moral Problem, Malden, MA: Blackwell Publishing Ltd.

- Datos: Q6909120